# Strażnica KOP „Białozyryszki”
Strażnica KOP „Białozyryszki” – zasadnicza jednostka organizacyjna Korpusu Ochrony Pogranicza pełniąca służbę ochronną na granicy polsko-litewskiej.

## Formowanie i zmiany organizacyjne
W 1926, w składzie 6 Brygady Ochrony Pogranicza, został sformowany 21 batalion graniczny. W 1928 w skład batalionu wchodziło 16 strażnic. Strażnica KOP „Białozyryszki” w latach 1928–1939 znajdowała się w strukturze 3 kompanii KOP „Mejszagoła”. Strażnica liczyła około 18 żołnierzy i rozmieszczona była przy linii granicznej z zadaniem bezpośredniej ochrony granicy państwowej.
W 1932 obsada strażnicy zakwaterowana była w budynku prywatnym. Strażnicę z macierzystą kompanią łączył trakt długości 15 km i droga polna długości 3 km.

## Służba graniczna
Podstawową jednostką taktyczną Korpusu Ochrony Pogranicza przeznaczoną do pełnienia służby ochronnej był batalion graniczny. Odcinek batalionu dzielił się na pododcinki kompanii, a te z kolei na pododcinki strażnic, które były „zasadniczymi jednostkami pełniącymi służbę ochronną”, w sile półplutonu. Służba ochronna pełniona była systemem zmiennym, polegającym na stałym patrolowaniu strefy nadgranicznej, wystawianiu posterunków alarmowych, obserwacyjnych i kontrolnych stałych, patrolowaniu i organizowaniu zasadzek w miejscach rozpoznanych jako niebezpieczne, kontrolowaniu dokumentów i zatrzymywaniu osób podejrzanych, a także utrzymywaniu ścisłej łączności między oddziałami i władzami administracyjnymi. Strażnice KOP stanowiły pierwszy rzut ugrupowania kordonowego Korpusu Ochrony Pogranicza.
Strażnica KOP „Białozyryszki” w 1932 ochraniała pododcinek granicy państwowej szerokości 7 kilometrów 826 metrów, a w 1938 pododcinek szerokości 13 kilometrów 200 metrów od słupa granicznego nr 601 do rzeka Wilja.
Sąsiednie strażnice:
- strażnica KOP „Karmazyny” ⇔ strażnica KOP „Grabiały” – 1929[3], 1932[4], 1934[5]
- strażnica KOP „Karmazyny” ⇔ strażnica KOP „Kiernówek” – 1938[6]